# 제2함대 (일본)
제2함대(第二艦隊 다이니칸타이[*], 영어: IJN 2nd Fleet)는 일본 제국 해군의 함대 중 하나이다. 1903년 12월 28일에 제1함대를 분할하여 창설되었고, 1945년 4월 20일에 해체되었다.

## 개요
제1함대와 함께 기존의 함대에서 워싱턴 해군 군축 조약에 의해 대규모로 폐함이 될 뻔했던 1921년 1년간을 제외하면, 1903년 창설될 때부터 1945년 해체될 때까지 지속적으로 편제되었다. 유일함, 순양함을 주력으로 하는 전선 부대이다.

## 연혁
- 1903년 12월 28일 창설. 기존의 상비 함대를 분할하여 전함을 중심으로 한 제1함대와 별도로 순양함을 중심으로 편제
- 1904년 2월 9일 제물포 해전에 제4전대가 참가
  - 8월 14일 울산 해전
- 1905년 5월 27일 쓰시마 해전
- 1914년 8월 18일 제1차 세계 대전 임전 태세를 갖춤
  - 10월 18일 자오저우만 초계 중인 부설함 ‘다카치호’ 전몰
  - 10월 31일 제2전대를 동원한 칭다오 함포 사격 개시, 육군 총 공격에 의해 11월 7일 칭다오 함락
- 1919년 12월 1일 제1함대보다 먼저 잠수전대가 먼저 들어가 최전방 정찰
- 1921년 12월 1일 함정 축소에 의해 일시 해산
- 1922년 12월 1일 1년 만에 재건
- 1929년 11월 30일 제4전대 물갈이로 인해 순양 전함이 모두 제1함대에 편입된 이후에는 순양함 이 제2함대의 주력이 됨
- 1934년 11월 15일 제2항공전대를 처음으로 편제함으로서, 제2함대 소속 항공 전력을 얻음
- 1939년 11월 15일 수뢰전대를 강화, 제4수뢰전대를 추가하여 2개 수뢰 전대를 운용
- 1940년 11월 15일 제6함대 신설을 위해 잠수전대를 공출
- 1941년 4월 10일 제1항공함대 신설을 위한 항공전대를 공출
  - 12월 8일 태평양 전쟁 시작. 남방 부대의 주력으로 말레이, 필리핀 방면에 진출했다. 제8전대는 진주만 공격에 참가
- 1942년 5월 8일 제5전대가 산호 해 해전에 참가
  - 6월 4일 미드웨이 해전에 참가. 제7전대의 ‘세쿠마’ 전몰
  - 7월 14일 전시 편제 개정에 의해 제7, 제8전대를 제3함대에 공출. 제1함대에서 제3전대(곤고, 하루나)를 편입
  - 8월 24일 솔로몬 해전에 참가
  - 10월 13일 제3전대가 과달카날 비행장을 야간 포격
  - 10월 26일 산타크루즈 제도 전투에 참가
  - 11월 12일 ~ 13일 제4수뢰전대가 제2차 솔로몬 해전(제1야간전)에 참가
  - 11월 14일 ~ 15일 제5전대 (아타고, 가오슝)이 제3차 솔로몬 해전(제2야간전)에 참가
  - 11월 30일 제2수뢰전대가 룬가 해 야전에 참가
- 1943년 4월 1일 전시 편제 개정으로 제3전대를 제3함대에 공출
  - 7월 12일 제2수뢰전대가 콜롬반가라 전투에 참가
  - 7월 20일 솔로몬 전투에서 입은 손실로 제4수뢰전대를 해대
  - 11월 2일 제5전대가 부건빌섬에서 해전에 참가
  - 11월 5일 부건빌섬 반대 편으로 상륙 지원을 위한 라바울에 진출하지만, 미 기동 부대의 습격을 받아 트럭섬 후퇴
- 1944년 3월 1일 제3함대와 연합하여 제1기동함대를 편성, 제1기동함대 사령부 지휘 하에 편입
  - 6월 19일 마리아나 해전에 전위 부대로 참가
  - 8월 15일 제1전대 (무사시, 야마토, 나가토 )와 제3전대(곤고, 하루나)를 편입
  - 10월 22일 레이테만 전투에 출동. 24일 시부얀 해전에서 ‘무사시’ 전몰, 25일 사마르 해전에서 전과를 냈지만, 많은 피해를 입고 레이테만 진입을 단념
  - 11월 15일 전시 편제 개정에 의해 제1기동함대 해대
- 1945년 4월 7일 텐고 작전에서 ‘야마토’가 침몰하고 제2수뢰전대가 괴멸되었다
  - 4월 20일 함대 해체

## 지휘부

### 사령장관
| 계급 | 성명                        | 취임일           | 이임일           | 추가 설명                               |
| ---- | --------------------------- | ---------------- | ---------------- | --------------------------------------- |
| 중장 | 가미무라 히코노조           | 1903년 10월 27일 |                  |                                         |
| 중장 | 데와 시게토                 | 1905년 12월 20일 |                  |                                         |
| 중장 | 이쥬인 고로                 | 1906년 11월 22일 | 1908년 5월 26일  |                                         |
| 중장 | 데와 시게토                 | 1908년 5월 26일  | 1909년 12월 1일  |                                         |
| 중장 | 시마무라 하야오             | 1909년 12월 1일  | 1911년 12월 1일  |                                         |
| 중장 | 요시마쓰 시게타로           | 1911년 12월 1일  | 1912년 12월 1일  |                                         |
| 중장 | 이지치 스에타카             | 1912년 12월 1일  | 1913년 12월 1일  |                                         |
| 중장 | 가토 사다키치               | 1913년 12월 1일  | 1915년 2월 5일   |                                         |
| 중장 | 나와 마타하치로             | 1915년 2월 5일   | 1915년 12월 13일 |                                         |
| 중장 | 야시로 로쿠로               | 1915년 12월 13일 |                  |                                         |
| 중장 | 히가시후시미노미야 요리히토 | 1917년 12월 1일  |                  | 일본 황족                               |
| 중장 | 야마야 다닌                 | 1918년 6월 13일  |                  |                                         |
| 중장 | 후시미노미야 히로야스       | 1919년 12월 1일  |                  | 일본 황족                               |
| 중장 | 스즈키 간타로               | 1920년 12월 1일  | 1921년 12월 1일  |                                         |
| 중장 | 나카노 나오에               | 1922년 12월 1일  |                  |                                         |
| 중장 | 가토 히로하루               | 1923년 6월 1일   |                  |                                         |
| 중장 | 사이토 한로쿠               | 1924년 12월 1일  |                  |                                         |
| 중장 | 다니구치 나오미             | 1925년 9월 16일  |                  |                                         |
| 중장 | 요시카와 야스히라           | 1926년 12월 10일 |                  |                                         |
| 중장 | 오타니 고시로               | 1928년 5월 16일  |                  |                                         |
| 중장 | 오스미 미네오               | 1928년 12월 10일 |                  |                                         |
| 중장 | 이이다 노부타로             | 1929년 11월 11일 |                  |                                         |
| 중장 | 나카무라 료조               | 1930년 12월 1일  |                  |                                         |
| 중장 | 스에쓰구 노부마사           | 1931년 12월 1일  |                  |                                         |
| 중장 | 다카하시 산키치             | 1933년 11월 15일 |                  |                                         |
| 중장 | 요나이 미쓰마사             | 1934년 11월 15일 |                  |                                         |
| 중장 | 가토 다카요시               | 1935년 12월 2일  |                  |                                         |
| 중장 | 요시다 젠고                 | 1936년 12월 1일  |                  |                                         |
| 중장 | 시마다 시게타로             | 1937년 12월 1일  |                  |                                         |
| 중장 | 됴오다 소에무               | 1938년 11월 15일 |                  |                                         |
| 중장 | 고가 미네이치               | 1939년 10월 21일 |                  |                                         |
| 중장 | 노부타케                    | 1941년 9월 1일   |                  |                                         |
| 중장 | 구리타 다케오               | 1943년 8월 9일   |                  |                                         |
| 중장 | 이토 세이이치 †             | 1944년 12월 23일 | 1945년 4월 7일   | 천호 작전에서 전사, 4월 20일, 함대 해체 |

### 참모장
| 계급 | 성명                | 취임일           | 이임일           | 추가 설명 |
| ---- | ------------------- | ---------------- | ---------------- | --------- |
| 소장 | 가토 도모사부로     | 1903년 12월 28일 |                  |           |
| 소장 | 후지 고이치         | 1905년 1월 12일  |                  |           |
| 소장 | 야마야 다닌         | 1905년 12월 20일 |                  |           |
| 소장 | 다케시타 이사무     | 1907년 9월 28일  |                  |           |
| 대좌 | 아리마 료키쓰       | 1907년 12월 27일 | 1908년 11월 20일 |           |
| 대좌 | 마쓰무라 다쓰오     | 1908년 11월 20일 | 1909년 2월 1일   |           |
| 대좌 | 다카키 시치타로     | 1909년 12월 1일  | 1911년 1월 16일  |           |
| 소장 | 아보 기요카즈       | 1911년 12월 28일 |                  |           |
| 소장 | 요시다 기요카제     | 1912년 12월 1일  |                  |           |
| 대좌 | 가토 고지           | 1913년 2월 1일   | 1915년 12월 13일 | (心得)    |
| 소장 | 나가타 야스지로     | 1915년 12월 13일 | 1916년 12월 1일  |           |
| 대좌 | 시모무라 노부타로   | 1916년 12월 1일  |                  |           |
| 소장 | 햐쿠타케 사부로     | 1917년 9월 15일  | 1918년 11월 10일 |           |
| 대좌 | 나카가와 시게루     | 1918년 11월 10일 |                  |           |
| 소장 | 요시카와 야스히라   | 1919년 12월 1일  |                  |           |
| 소장 | 마쓰무라 기쿠오     | 1920년 12월 1일  | 1921년 12월 1일  |           |
| 소장 | 나카무라 료조       | 1922년 12월 1일  |                  |           |
| 소장 | 안도 마사타카       | 1923년 11월 6일  |                  |           |
| 소장 | 시마 유키치         | 1924년 12월 1일  | 1925년 12월 1일  |           |
| 소장 | 요나이 미쓰마사     | 1925년 12월 1일  | 1926년 12월 1일  |           |
| 소장 | 마쓰야마 시게루     | 1926년 12월 1일  |                  |           |
| 소장 | 데라지마 겐         | 1927년 12월 1일  |                  |           |
| 소장 | 호리 데이키치       | 1928년 12월 10일 |                  |           |
| 소장 | 시오자와 고이치     | 1929년 9월 6일   | 1929년 11월 30일 |           |
| 소장 | 시마다 시게타로     | 1929년 11월 30일 |                  |           |
| 소장 | 고마키 와스케       | 1930년 12월 1일  |                  |           |
| 소장 | 나카무라 가메자부로 | 1931년 10월 10일 |                  |           |
| 소장 | 아리치 쥬고로       | 1933년 11월 15일 |                  |           |
| 소장 | 미키 다이치         | 1934년 11월 15일 |                  |           |
| 소장 | 미토 하루토         | 1935년 11월 15일 |                  |           |
| 소장 | 니이미 마사이치     | 1936년 4월 1일   |                  |           |
| 소장 | 미카와 군이치       | 1936년 12월 1일  |                  |           |
| 소장 | 이토 세이이치       | 1937년 11월 15일 |                  |           |
| 소장 | 다카키 다케오       | 1938년 11월 15일 |                  |           |
| 소장 | 스즈키 요시오       | 1939년 11월 1일  |                  |           |
| 소장 | 시라이시 万隆       | 1941년 8월 30일  |                  |           |
| 소장 | 고야나키 도미지     | 1943년 7월 2일   |                  |           |
| 소장 | 모리시타 노부에     | 1944년 11월 25일 | 1945년 4월 20일  | 함대 해체 |

## 전투 서열
- 일본 제국 해군의 전투 서열 (1942년 7월 14일)#제2함대, 미드웨이 해전 이후
- 일본 제국 해군의 전투 서열 (1944년 4월 1일)#제2함대, 전시편제제도 개정 이후
- 일본 제국 해군의 전투 서열 (1944년 8월 15일)#제2함대, 마리아나 해전 이후

### 1903년 12월 28일
- 제2전대: 이즈모, 아즈마, 아사마, 야쿠모, 도키와, 이와테, 지하야
- 제4전대: 나니와, 다카치호, 아카시, 니이타카
- 제4구축대
- 제5구축대
- 제9정대
- 제20정대

### 1914년 8월 18일
- 제2전대: 스오우, 이하미, 단고, 오키시마, 미시마
- 제4전대: 이와테, 야쿠모, 도키와
- 제6전대: 지토세, 아키쓰시마, 지요다
- 제2수뢰전대: 도네
  - 제9구축대
  - 제12구축대
  - 제13구축대
- 부속: 다카치호, 마쓰가와, 와카미야마루, 간토마루, 야와타마루, 2개 소해대, 측량정

### 1922년 12월 1일
- 제4전대: 곤고, 히에이, 기리시마
- 제5전대: 나토리, 나가라, 기누
- 제2수뢰전대: 기타가미
  - 제1구축대: 노카제, 나미카제, 누마카제, 가미카제
  - 제3구축대: 시오카제, 유카제, 다치카제, 호카제
- 제2잠수전대: 야하기, 가라사키
  - 제14잠수대: 로26, 로27, 로28
  - 제16잠수대: 로17, 로18, 로19

### 1929년 11월 30일
제4전대 재편성
- 제4전대: 묘코, 나치, 아시가라, 하구로
- 제5전대: 가코, 기누가사, 아오바
- 제2수뢰전대: 기누
  - 제11구축대: 후부키, 시라유키, 하쓰유키, 미유키
  - 제12구축대: 무라쿠모, 시노노메, 우스구모, 시라쿠모
- 제2잠수전대: 조게이
  - 제18잠수대: 이53, 이54, 이55
  - 제19잠수대: 이56, 이57, 이58

### 1934년 11월 15일
항공전대 신편 당시
- 제4전대: 쵸카이, 다카오, 아타고, 마야
- 제5전대: 가코, 기누가사, 아오바
- 제2수뢰전대: 진쓰
  - 제6구축대: 이카즈치, 이나즈마, 히비키
  - 제10구축대: 사기리, 사자나미, 아카쓰키
  - 제12구축대: 무라쿠모, 우스구모, 시라쿠모
  - 제19구축대: 우라나미, 시키나미, 아야나미
- 제2잠수전대: 유라, 조게이
  - 제18잠수대: 이53, 이54, 이55
  - 제29잠수대: 이61, 이62, 이64
  - 제30잠수대: 이65, 이66, 이67
- 제2항공전대: 아카기
  - 제2구축대: 미네카제, 오키카제
- 부속: 가모이, 나루토

### 1939년 11월 15일
제4수뢰전대 신편 당시
- 제4전대: 다카오, 아타고
- 제7전대: 스즈야, 구마노
- 제8전대: 도네, 지쿠마
- 제2수뢰전대: 진쓰
  - 제8구축대: 아사시오, 미치시오, 오시오, 아라시오
  - 제18구축대: 가스미, 아라레, 가게로, 시라누이
- 제4수뢰전대: 나카
  - 제6구축대: 이카즈치, 이나즈마, 히비키, 아카쓰키
  - 제7구축대: 아케보노, 오보로, 우시오, 사자나미
- 제3잠수전대: 이스즈
  - 제11잠수대: 이74, 이75
  - 제12잠수대: 이68, 이69, 이70
  - 제20잠수대: 이71, 이72, 이73
- 제2항공전대: 히류, 소류
  - 제11구축대: 후부키, 시라유키, 하쓰유키

### 1941년 4월 10일
- 제4전대: 다카오, 아타고, 조카이, 마야
- 제5전대: 나치, 하구로, 묘코
- 제7전대: 모가미, 미쿠마, 스즈야, 구마노
- 제8전대: 도네, 지쿠마
- 제2수뢰전대: 진쓰
  - 제8구축대: 아사시오, 미치시오, 오시오, 아라시오
  - 제15구축대: 구로시오, 오야시오, 하야시오, 나쓰시오
  - 제16구축대: 하쓰카제, 유키카제, 아마쓰카제, 도키쓰카제
  - 제18구축대: 가스미, 아라레, 가게로, 시라누이
- 제4수뢰전대: 나카
  - 제2구축대: 무라사메, 유다치, 하루사메, 사미다레
  - 제4구축대: 아라시, 하기카제, 노와키, 마이카제
  - 제9구축대: 아사구모, 야마구모, 나쓰구모, 미네구모
  - 제24구축대: 우미카제, 야마카제, 가와카제, 스즈카제

### 1942년 4월 10일
제2단(二段) 작전
- 제4전대: 다카오, 아타고, 조카이, 마야
- 제5전대: 나치, 하구로, 묘코
- 제7전대: 모가미, 미쿠마, 스즈야, 구마노
- 제8전대: 도네, 지쿠마
- 제2수뢰전대: 진쓰
  - 제15구축대: 구로시오, 오야시오, 하야시오
  - 제16구축대: 하쓰카제, 유키카제, 아마쓰카제, 도키쓰카제
  - 제18구축대: 가스미, 아라레, 가게로, 시라누이
- 제4수뢰전대: 나카
  - 제2구축대: 무라사메, 유다치, 하루사메, 사미다레
  - 제4구축대: 아라시, 하기카제, 노와키, 마이카제
  - 제8구축대: 아사시오, 미치시오, 오시오, 아라시오
  - 제9구축대: 아사구모, 야마구모, 나쓰구모, 미네구모

### 1943년 9월 1일
제1차 펠렐라우 해전 이후
- 제4전대: 아타고, 마야, 다카오, 조카이
- 제5전대: 묘코, 하구로
- 제2수뢰전대: 노시로
  - 제24구축대: 우미카제, (가와카제)[fn 1], 스즈카제
  - 제27구축대: (아리아케)[fn 2], 유구레, 시라쓰유, 시구레
  - 제31구축대: 나가나미, 마키나미, 오나미, (기요나미)[fn 3]
  - 다마나미, 시마카제, 사미다레

### 1944년 1월 1일
마셜 제도 항공전 이후
- 제4전대: 아타고, 다카오, 마야, 조카이
- 제5전대: 묘코, 하구로
- 제2수뢰전대: 노시로
  - 제27구축대: 시라쓰유, 시구레, 사미다레, 하루사메
  - 제31구축대: 나가나미, (마키나미)[fn 4], (오나미)[fn 4]
  - 제32구축대: 후지나미, 하야나미, 다마나미, 하마나미
  - 시마카제

### 1945년 4월 1일
오키나와 전투
- 제1항공전대: 야마토, 아마기, 가쓰라기, 준요, 류호
- 제2수뢰전대: 야하기
  - 제7구축대: 시오, 가스미, 히비키
  - 제17구축대: 이소카제, 하마카제, 유키카제
  - 제21구축대: 하쓰시모, 아사기리, 가스미
  - 제41구축대: 후유쓰키 , 스즈쓰키
- 제31전대: 하나쓰키
  - 제43구축대: 다케, 마키, 기리, 가야
  - 제52구축대: 스기, 모미, 가시, 히노키, 가에데, 하기, 나시

## 기록

### 소속
1. 연합함대, 1903년
2. 제1기동함대, 1944년
3. 연합함대, 1944년

### 참전
- 러일 전쟁
  - 쓰시마 해전
- 중일 전쟁
- 태평양 전쟁
  - 미드웨이 해전
  - 산호해 해전
  - 천호 작전

## 참고

### 참고 문헌
- 니시다, 히로시 (2002). “제목=日本海軍人事手帳（？）Materials of IJN (Major job assignment - Offensive Forces)” (일본어). 2013년 1월 30일에 원본 문서에서 보존된 문서. 2015년 11월 18일에 확인함.
- Wendel. “Axis History Database” (독일어). 2007년 8월 25일에 확인함.